# Hodina kódu
Hodina kódu (anglicky Hour of Code), někdy uváděna pod názvem Hodina kódování, je celosvětová akce, která má za cíl přiblížit programování žákům a široké veřejnosti a ukázat, že každý se může naučit jeho základy. Za vznikem a pořádáním akce stojí organizace Code.org.

## O organizaci Code.org
Code.org je nezisková organizace, která vznikla v lednu 2013. Zakladatelé jsou Hadi Partovi a Ali Partovi. Organizace se zaměřuje na zpřístupnění počítačového programování. Myšlenka na vytvoření této organizace pochází od Hadiho. Ten uvedl, že se v roce 2011, po smrti Steva Jobse, přemýšlel o svém odkazu budoucnosti a napadlo ho právě toto. Počáteční zaměření bylo na školy v USA, protože v té době velká část amerických škol nevyučovala ani základy programování. V listopadu 2015 byl spuštěn ve spolupráci s Microsoftem výukový program Minecraft, ve kterém se lze naučit základy kódování. Předtím také Code.org vytvořil několik programů pro kódování, ve kterých jsou motivy některých počítačových her. Roku 2016 získala organizace ocenění za „největší sociální dopad“.

## Cíle
- ukázat, že základy informatiky se může naučit úplně každý
- přiblížit informatiku zábavnou formou všem věkovým kategoriím, etnickým a sociálním skupinám